# Operette
Operette er en musikalsk komedie med sang, tale og ofte dans. Operetter ligner formelt operaer, men er musikalsk og tematisk lettere og mere tilgængeligt. Hovedmotivet er ikke sjældent en romantisk kærlighedshistorie , og handling kan være både komisk og parodisk. Operette er en særskilt genre som opstod i Paris i 1850'erne, og kom på tysk et par år senere i Wien. Som musikteater blev operetter efterhånden meget populære, især wieneroperetten var en udbredt form, med en række velkendte hits. Oprettelse blev forløbere for nutidens musicals og musikspil.
Ordet operette er italiensk og betyder "lille opera".

## Berømte operetter og komponister (udvalg)
Af operettesucceser kan nævnes Johann Strauss d.y.s Flagermusen (Die Fledermaus) fra 1874 med tekst af Carl Haffner og Richard Gene, Franz Lehár Den glade enke (Die lustige Witwe) fra 1905 tekst af Victor Léon og Leo Stein, Lehár Smilets land (Das Land des Lächelns) fra 1929, hvor teksten er skrevet af L. Herzer og F. Lohner og Leonard Bernsteins Candide fra 1956 med tekst af John Latouche, Dorothy Parker og Richard Wilbur (over en libretto af Lillian Hellman). Amerikaneren Jerome Kerns operette Show Boat fra 1927, som har en mere alvorlig karakter og indeholder jazz og blues inspirerede sangforestillinger, anses af mange som den første moderne musical, og operetter er i dag erstattet af musicals i teater og film.
- Wikimedia Commons har flere filer relateret til Operette

| Musik | Spire Denne musikartikel er en spire som bør udbygges. Du er velkommen til at hjælpe Wikipedia ved at udvide den. |